# Poul Hansen (fodboldtræner)
 Der er flere personer med dette navn, se Poul Hansen.
Poul Hansen (født 4. december 1953 i Sønderborg) er en dansk fodboldtræner, der er tilknyttet trænerteamet i 1. divisionsklubben Brønshøj Boldklub, hvor han blev ansat i februar 2013.
Inden han tiltrådte i Brønshøj BK var han indtil den 28. december 2012 sportschef i Superligaklubben OB, men valgte at opsige samarbejdet da han mente at det administrative arbejdet fyldte for meget i jobbet.
Han har arbejdet som studievært og ekspertkommentator for Viasat på TV3+, og siden januar 2008 har han været ekspert-kommentator hos TV 2 Sport. Han har tidligere været træner for Haderslev FK og Lyngby BK, samt sportschef for Farum BK. I 1999 blev han Årets Træner.
I 2000 udgav han en selvbiografi, Fra Ulkebøl til Superligaen.

## Klubber som træner
- 1983-1986: Ulkebøl IU
- 1986-1988: Aabenraa BK
- 1989-1996: Haderslev FK
- 1996-1998: Ikast fS
- 1998-2001: Lyngby BK
- 2001-2002: Farum BK (sportschef)
- 2002-2003: AGF
- 2009-2011: AB (assistent)
- 2011-2012: OB (sportschef)
- 2012 : OB (cheftræner)
- 2013- : Brønshøj Boldklub (hjælpetræner)